# Naomie Harris
Naomie Melanie Harris (6. rujna 1976.) je engleska glumica. Svoju je karijeru počela u ranom djetinjstvu, točnije 1987. godine kada se pojavljivala u televizijskoj seriji za djecu Simon and the Witch. Najpoznatija je po ulogama voodoo vještice Tije Dalme u drugom i trećem nastavku serijala Pirati s Kariba, kao Selena iz filma 28 dana kasnije, kao Winnie Mandela iz filma Mandela: Long Walk to Freedom te kao Eve Moneypenny iz filmova Skyfall i Spectre o agentu Jamesu Bondu. Godine 2016. Harris je nastupila u kritički hvaljenoj drami Moonlight za koju je nominirana za nagrade Zlatni globus, BAFTA i Oscar u kategoriji najbolje sporedne glumice.

## Rani život
Harris je rođena 6. rujna 1976. godine u Londonu (Islington) gdje je i odrasla. Njezina majka Lisselle Kayla u London je sa svojim roditeljima došla još kao dijete s Jamajke, a njezin otac, modni dizajner, tamo je stigao iz Trinidada. Njih dvoje rastali su se prije nego što se Harris rodila, pa je odrasla samo uz majku dok s ocem nije ostvarila nikakav kontakt. Njezina se majka kasnije ponovno udala pa Harris ima polubrata i polusestru. Njezina je majka radila kao scenaristica na britanskoj sapunici EastEnders. Harris je pohađala londonsku srednju školu St. Marylebone prije nego što je upisala sveučilište Woodhouse. Diplomirala je društvene i političke znanosti 1998. godine na Cambridgeu, a glumačku školu završila je u Bristolu.

## Karijera
Još od devete godine života Harris se pojavljuje na televiziji i na filmu, a jedna joj je od prvih većih uloga bila je ona u znanstveno-fantastičnoj seriji The Tomorrow People. Godine 2000. glumila je Susan u kazališnoj predstavi The Witch of Edmonton. U studenom 2002. godine nastupila je u post-apokaliptičnom filmu redatelja Dannyja Boylea 28 dana kasnije. Iste godine pojavila se i u televizijskoj adaptaciji romana Zadie Smith naziva White Teeth. Od tada Harris je nastupila u filmovima Pirati s Kariba: Mrtvačeva škrinja, Pirati s Kariba: Na kraju svijeta te Poroci Miamija redatelja Michaela Manna. Također je nastupila u nezavisnoj komediji A Cock and Bull Story redatelja Michaela Winterbottoma. U prosincu 2009. godine nastupila je u BBC-jevoj povijesnoj drami Small Island.
U kazališnoj produkciji Dannyja Boylea, Frankenstein, za National Theatre nastupala je kao Elizabeth Lavenza u razdoblju od 22. veljače do 2. svibnja 2011. godine. Također je odigrala i glavnu ulogu u filmu The First Grader, redatelja Justina Chadwicka koji je premijeru imao na filmskom festivalu u Seattleu dana 18. svibnja 2011. godine.
Harris je dobila ulogu Eve Moneypenny u dvadeset i trećem filmu o tajnom agentu Jamesu Bondu naziva Skyfall. Time je postala prvom crnom glumicom koja je odigrala taj lik, a to je također bio i prvi puta u tom filmskom serijalu da je lik Moneypenny dobio prvo ime. Godine 2012. Harris je posudila svoj glas za reklamu u kojoj je nastupila Gwyneth Paltrow.
U biografskoj drami Mandela: Long Walk to Freedom, Harris je utjelovila Winnie Mandelu, a u filmu snimljenom prema istoimenoj knjizi nastupila je uz Idrisa Elbu. Kino distribucija filma započela je 29. studenog 2013. godine. Winnie Madikizela-Mandela je nakon pogledanog filma rekla Harris da joj se čini da ju uopće nije glumila, već da ju je kanalizirala i nadodala: "To je bio prvi put da sam osjetila da sam prikazana na filmu u potpunosti". Harris je ponovila ulogu Eve Moneypenny u dvadeset i četvrtom nastavku serijala o Jamesu Bondu naziva Spectre koji je s kino distribucijom započeo 26. listopada 2015. godine.
Harris je 2016. godine odigrala ulogu Paule u kritički hvaljenoj drami Moonlight. U tom je filmu odigrala ulogu ovisnice o drogi i majke glavnog protagonista Chirona. Radnja filma prati nju i njezinog sina kroz period od 20 godina. Film Moonlight u konačnici je osvojio prestižnu nagradu Oscar u kategoriji najboljeg filma godine, a Harris je za svoj portet pobrala hvalospjeve kritike i bila nominirana u kategoriji najbolje sporedne glumice za nagrade Oscar, BAFTA i Zlatni globus.

## Vanjske poveznice
- Naomie Harris u internetskoj bazi filmova IMDb-u (engl.)